# Bükkszék
Bükkszék ist eine ungarische Gemeinde im Kreis Pétervására im Komitat Heves.  

## Geografische Lage
Bükkszék liegt 18 Kilometer nordwestlich des Komitatssitzes Eger und 7 Kilometer südöstlich der Kreisstadt Pétervására, am Ufer des Flusses Bükkszéki-patak. Nachbargemeinden sind Terpes, Fedémes und Hevesaranyos.

## Geschichte
Der Ort war bereits im Mittelalter bekannt und wurde 1275 in einer Urkunde mit dem Namen Sceek erwähnt. Im Jahr 1913 gab es in der damaligen Kleingemeinde 164 Häuser und 908 Einwohner auf einer Fläche von 2657 Katastraljochen. Sie gehörte zu dieser Zeit zum Bezirk Pétervására im Komitat Heves.

## Heilbad Bükkszék
Eine besondere Bedeutung für Bükkszék hat das Heilbad (Gyógyfürdő), das sich im nördlichen Teil des Ortes befindet und von Salvus-Heilwasser gespeist wird. 1937 suchte man Öl in der Ortschaft und fand Heilwasser, das den Namen Salvus-Heilwasser erhielt. Das 2012 renovierte und erweiterte Heil- und Thermalbad hat die längste Rutschbahn des Landes und wird ohne Chlor desinfiziert.

## Sehenswürdigkeiten
- Römisch-katholische Kirche Szentlélek, erbaut im 18. Jahrhundert
- Skulptur Támaszkodó lány, erschaffen 1969 von Mária Osváth
- Skulptur Támaszkodó nő, erschaffen in den 1960er Jahren von Gyula Illés
- Szent-Anna-Statue

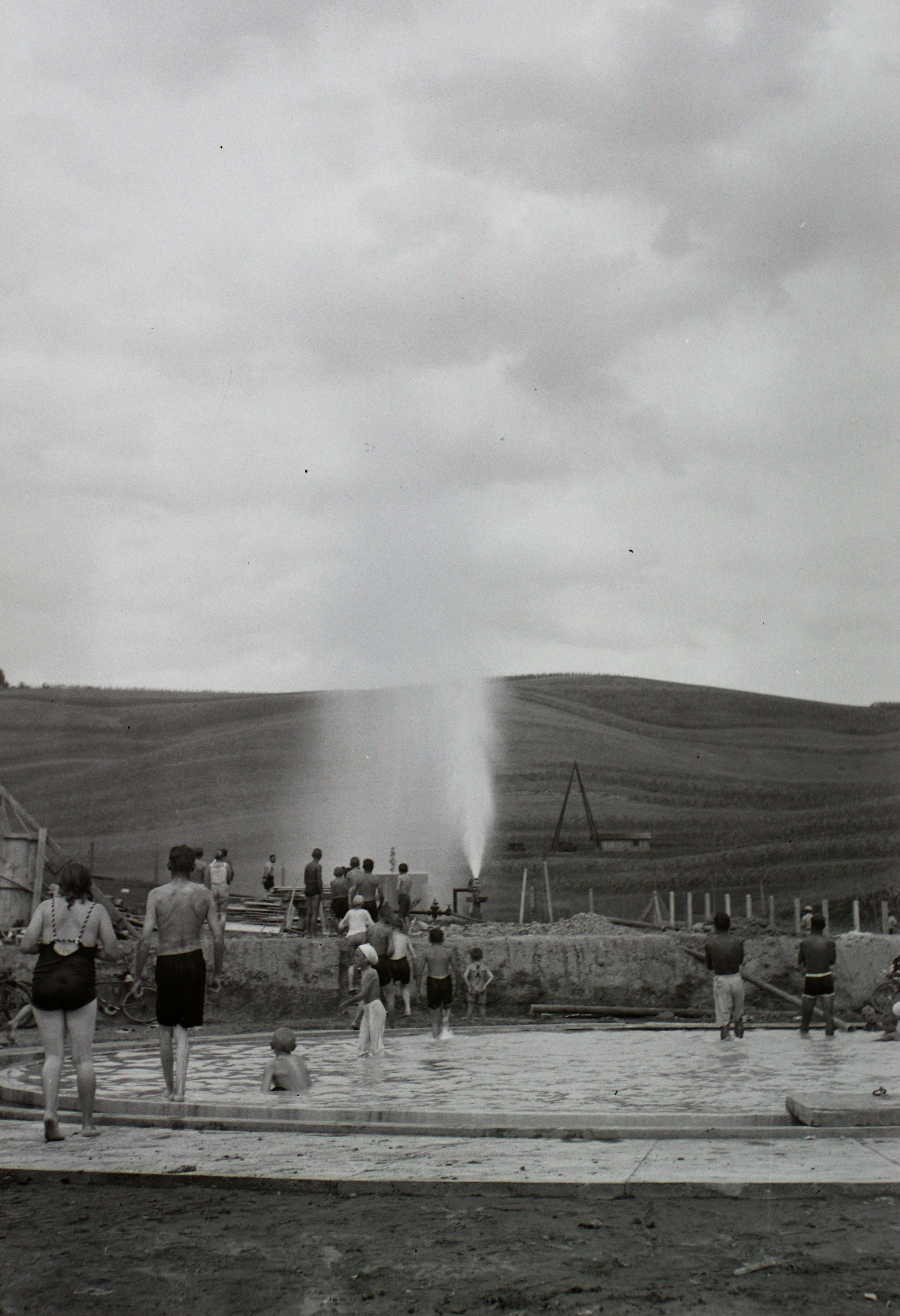
Quelle des Heilwassers (1939)
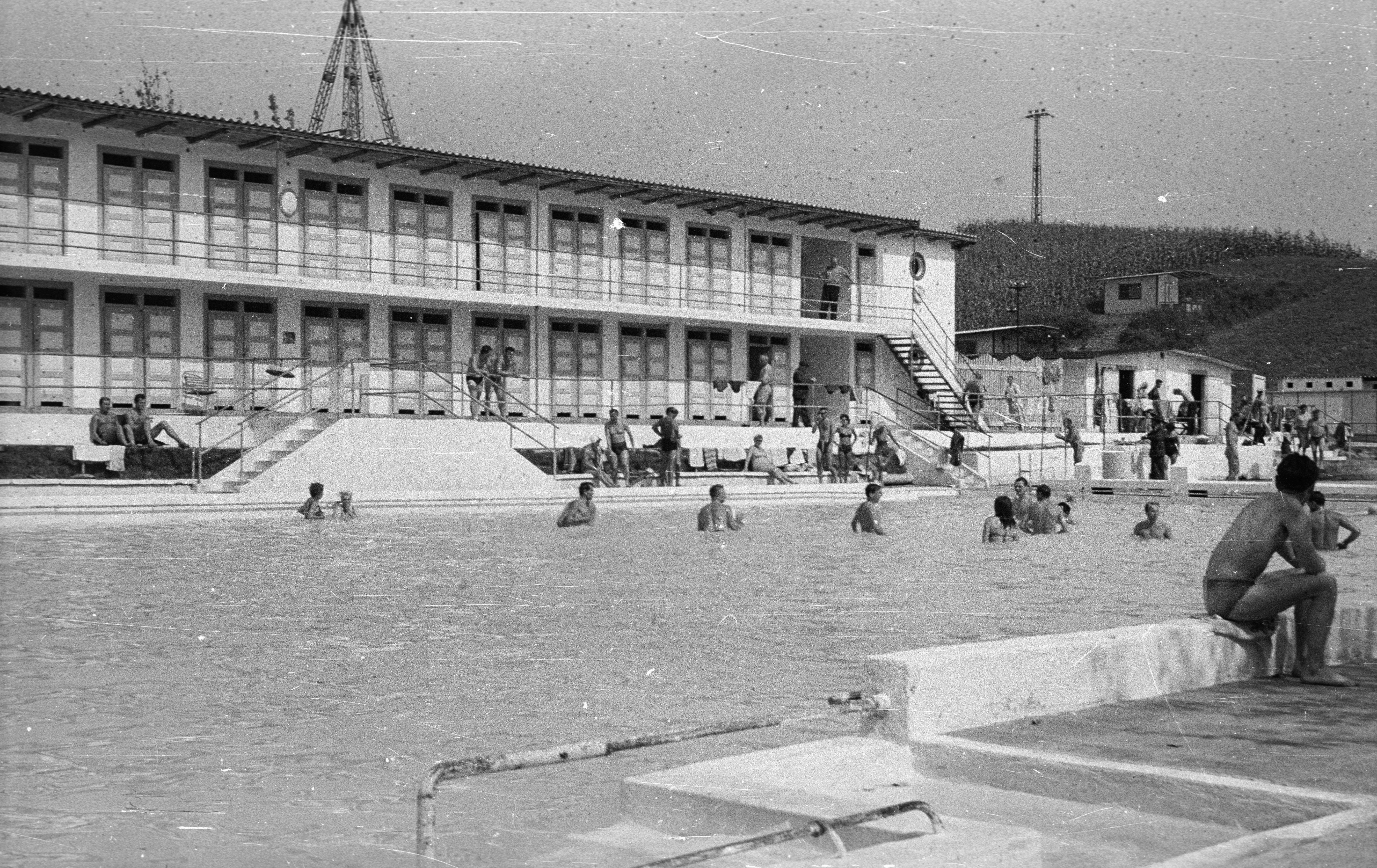
Heilbad (1961)
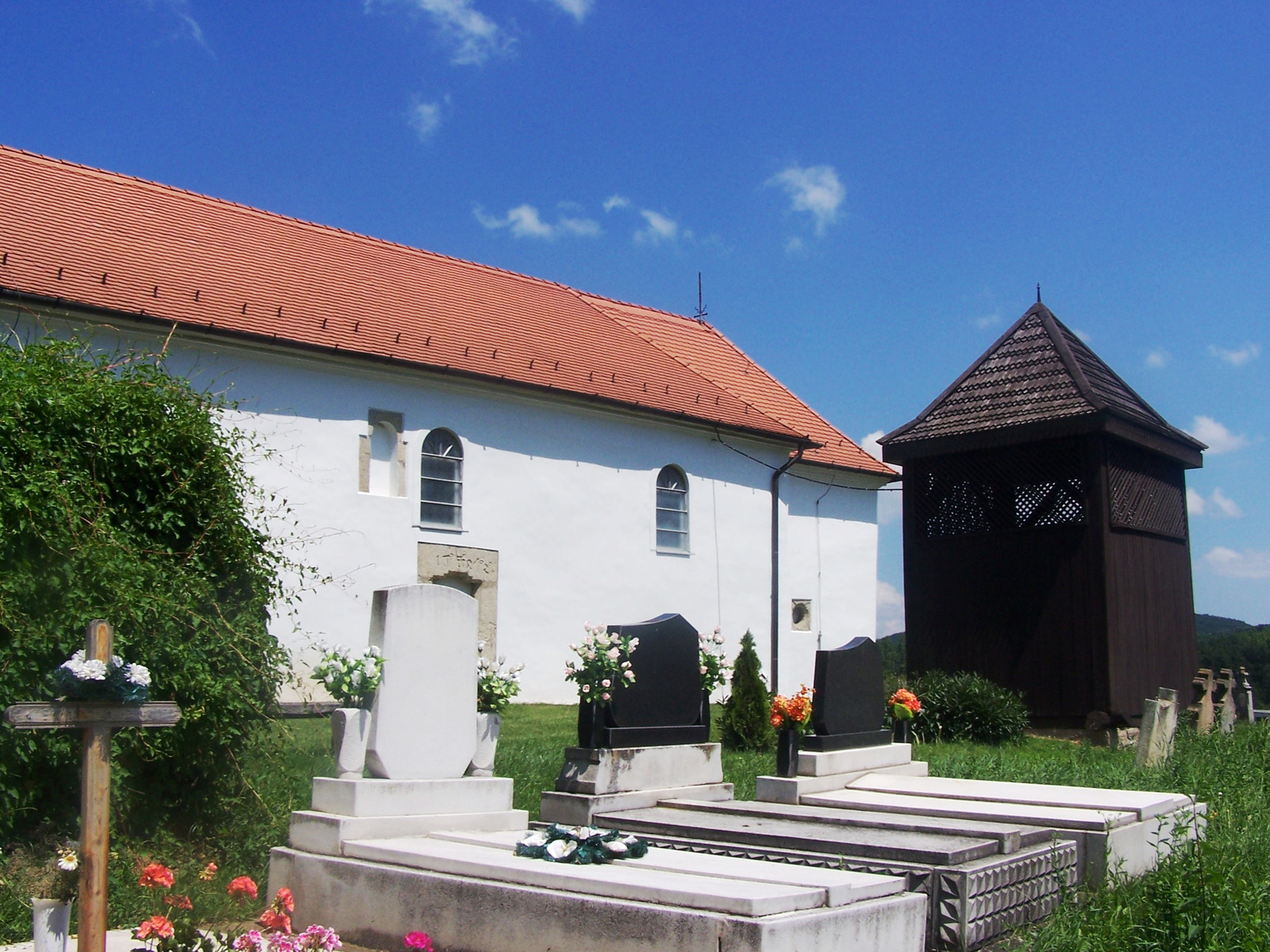
Römisch-katholische Kirche Szentlélek mit hölzernem Glockenturm
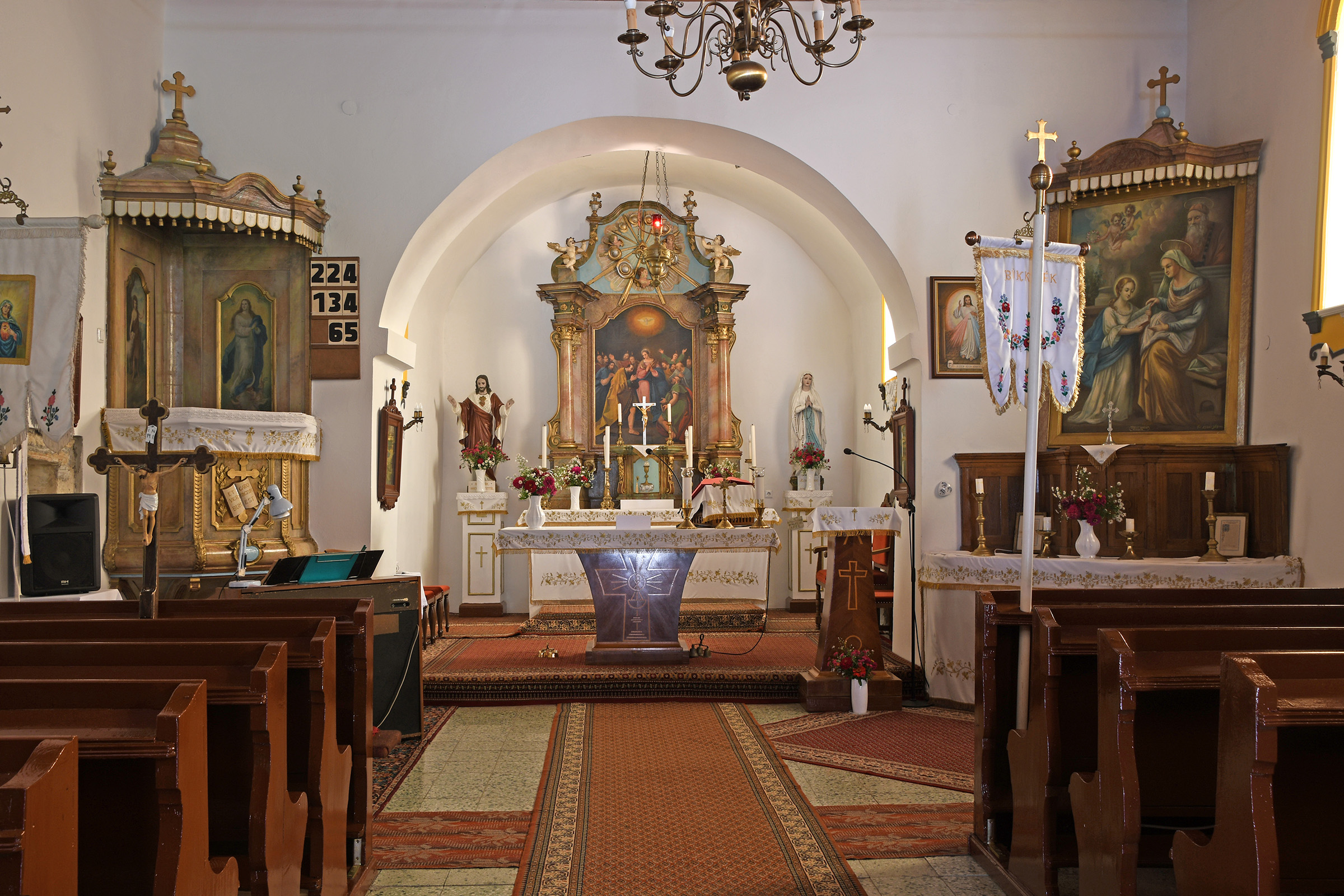
Innenraum der Kirche
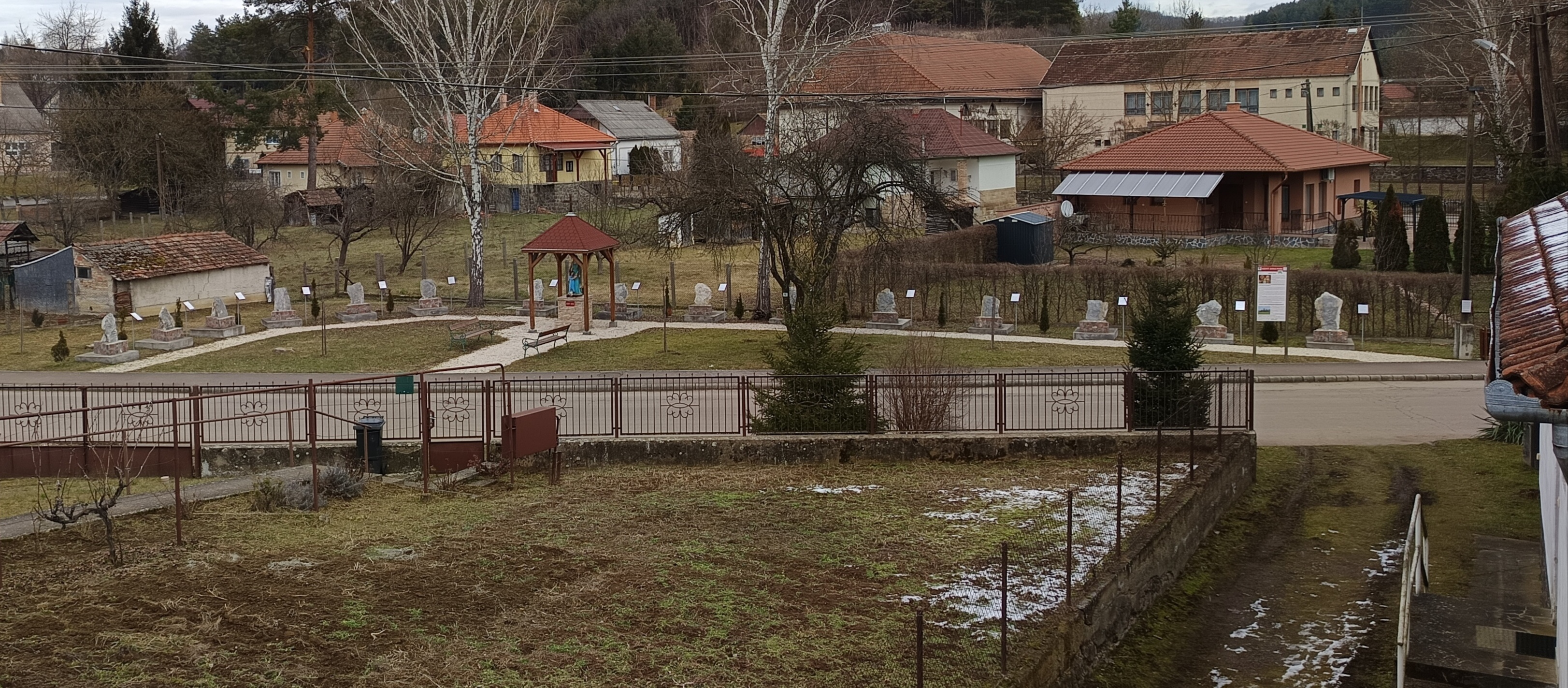
Szent-Anna-Statue

## Verkehr
Nach Bükkszék führt die Nebenstraße Nr. 24123, die nördlich des Ortes in die Landstraße Nr. 2413 mündet. Es bestehen Busverbindungen nach Pétervására sowie nach Eger, wo sich der nächstgelegene Bahnhof befindet.